# Weltschmerz
Weltschmerz (do alemão, pronunciado [ˈvɛltʃmɛɐ̯ts] (escutarⓘ); literalmente dor de mundo, também cansaço do mundo) é um conceito literário descrevendo o sentimento experimentado por um indivíduo que entende que a realidade física nunca poderá satisfazer as exigências da mente, resultando em "um estado de cansaço ou tristeza em relação à vida decorrente da aguda consciência do mal e do sofrimento".

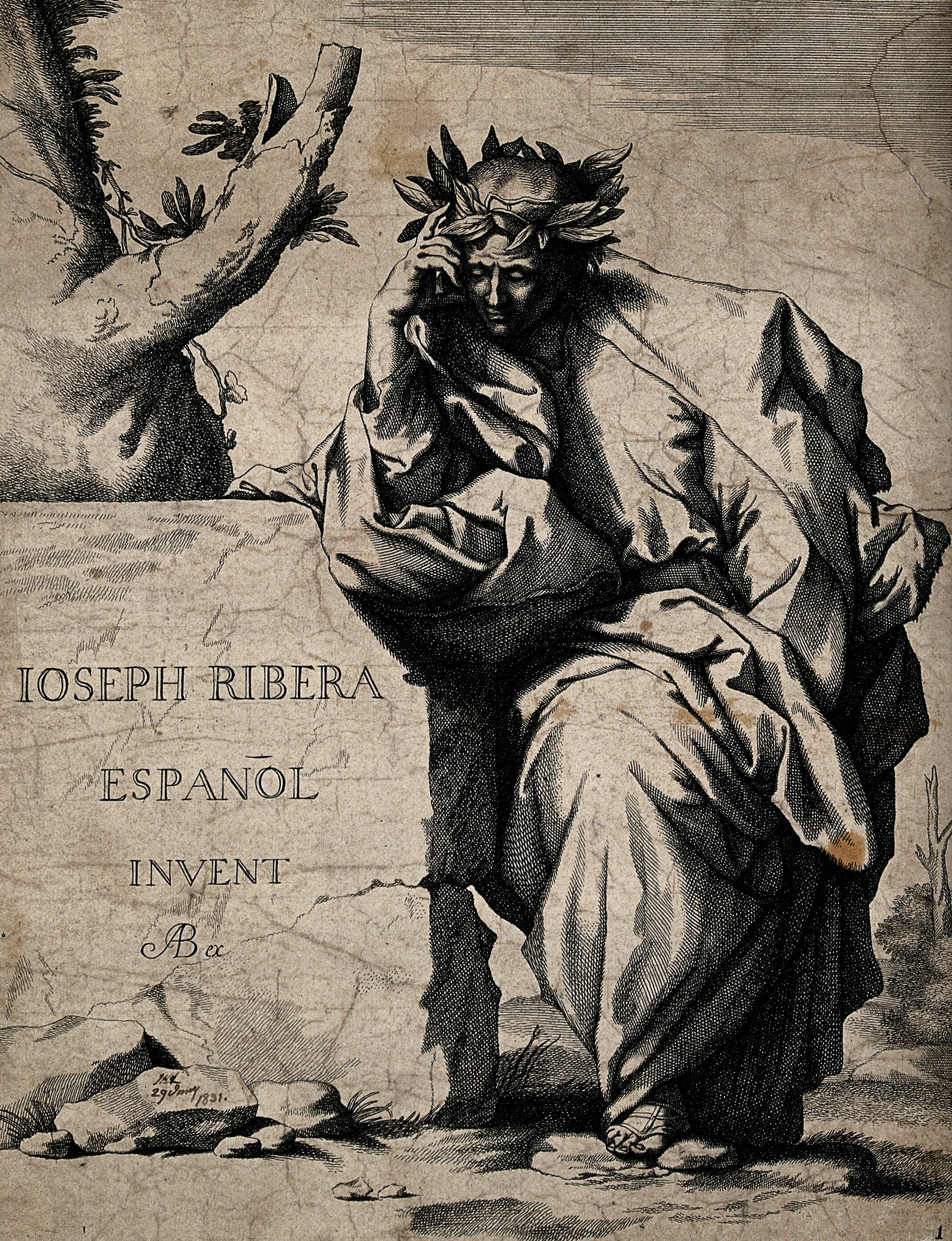
Figura melancólica de um poeta. Gravura de Jusepe de Ribera.

O termo foi cunhado pelo autor romântico alemão Jean Paul Richter em seu romance de 1827, Selina, e em sua definição original no Deutsches Wörterbuch pelos Irmãos Grimm, denota uma tristeza profunda sobre a insuficiência do mundo ("tiefe Traurigkeit über die Unzulänglichkeit der Welt"). A tradução pode diferir dependendo do contexto; em referência ao eu pode significar "cansaço do mundo", enquanto em referência ao mundo pode significar "a dor de mundo".
Este tipo de visão de mundo tem sido retroativamente visto como difundido entre vários autores românticos e decadentes tais como Jean Paul, o Marquês de Sade, Lord Byron, Oscar Wilde, William Blake, Charles Baudelaire, Giacomo Leopardi, François-René de Chateaubriand, Alfred de Musset, Mikhail Lermontov, Nikolaus Lenau, Hermann Hesse, e Heinrich Heine.
Frederick C. Beiser define Weltschmerz mais amplamente como "um estado de espírito de cansaço ou tristeza sobre a vida que surge da consciência aguda do mal e do sofrimento", e observa que na década de 1860 a palavra era usada ironicamente na Alemanha para se referir à hipersensibilidade dessas mesmas preocupações.

## Exemplos amplos
O significado moderno de Weltschmerz na língua alemã é a dor psicológica causada pela tristeza que pode ocorrer quando percebe-se que as próprias fraquezas de alguém são causadas pela inadequação e crueldade do mundo e as circunstâncias (físicas e sociais).
Em Trópico de Câncer, Henry Miller descreve um conhecido, "Moldorf", que tem receitas para Weltschmerz em pedaços de papel no bolso. John Steinbeck escreveu sobre esse sentimento em dois de seus romances; em East of Eden, Samuel Hamilton sente isso depois de conhecer Cathy Trask pela primeira vez, e é referido como os Welshrats em The Winter of Our Discontent. Ralph Ellison usa o termo em Invisible Man em relação ao pathos inerente ao canto dos espirituais: "sob a rapidez do ritmo quente havia um ritmo mais lento e uma caverna e eu entrei e olhei em volta e ouvi uma velha cantando uma espiritual tão cheio de Weltschmerz quanto flamenco". Kurt Vonnegut faz referência ao sentimento em seu romance Player Piano, no qual é sentido pelo doutor Paul Proteus e seu pai. No romance Free Fall in Crimson, de John D. MacDonald, Travis McGee descreve Weltschmerz como "saudade de um lugar que você nunca viu".